# Olga av Kiev
Olga eller Helga (ukrainska/ryska: Ольга, [Olh'a] resp. [Old'a]; fornnordiska: Helga), även kallad "Olgha", Prekrasa (Прекраса), född 881 i Pskov, död 11 juli 969 i Kiev, var regerande furstinna av Kievriket år 945–963. Hon räknas som helgon i östortodoxa kyrkan och som apostlalik (se isapostolos).

## Biografi
Man tror att Olga föddes i Pskov runt 920. Nestorskrönikan säger att hon var dotter till ståthållaren Gostomysl av Novgorod, medan andra källor pekar ut andra som hennes far.
Hon gifte sig med Igor I, som år 912 ärvt titeln storfurste av Kiev. De fick en son, Svjatoslav I. 

### Furstinna av Kiev
Efter maken Igors (Ingvars) död år 945 regerade hon ett tiotal år som furstinna av Kievriket, eftersom sonen Svjatoslav fortfarande var minderårig. 
Enligt Nestorskrönikan hämnades hon sin man Igors död genom flera fälttåg mot drevljanerna, som brutalt mördat hennes make. Drevljanerna sände tjugo av sina bästa män som försökte få henne att gifta sig med deras furste, prins Mal, så att de genom Mal fick makten över Kievriket. Olga, fast besluten att behålla makten för att ge den vidare till sin son, lät bränna dem levande. Krönikan nämner liknande grymma avrättningar hon skulle ha utfört, varpå hon förstörde deras huvudstad Korosten och kuvade dem definitivt 946. Kort därpå försvann drevljanerna ur historien, och med hennes sonson Oleg av Drevljanerna tog Rurikätten formellt den ärftliga makten över deras rike.
Liknande fälttåg företogs mot stammar som bebodde landet mellan floderna Luga och Msta, varefter hon lät uppföra fort längs vägen tillbaka. Ett av dessa fort var Rjurikovo Gorodisjtje ("Ruriks gamla stad"), nära Novgorod.
Vid ett besök i Konstantinopel år 955 lät hon sig döpas och få undervisning i den kristna tron, och år 957 gjorde hon ett andra besök i Konstantinopel där hon blev praktfullt mottagen av kejsaren Konstantin VII Porphyrogennetos.
År 959 uppvaktade Olga kung Otto I av Tyskland, där hon bad om hjälp att kristna folket i Kiev, och att installera en biskop. Förutom ett fördjupat kristnande var hennes mål att minska beroendet av Konstantinopel och istället stärka kontakten med det västliga kejsardömet. Till följd av denna förfrågan kom munken Adalbert (senare ärkebiskop i Magdeburg) som missionsbiskop till Kiev, men Albert återvände med oförrättat ärende till Tyskland 962 under en resa där hans följeslagare blev dödade, men han själv lyckades med stor möda överleva. Olgas egen son Svjatoslav I lär ha spelat en roll i biskopens misslyckande.
Olga misslyckades att konvertera sin son Svjatoslav I men var en stark influens till att sonsonen och lärjungen Vladimir I av Kiev senare lät sig döpas, varpå den grekisk-ortodoxa kyrkan blev etablerad i Kiev som officiell religion i Kievriket.
Olga lyckades behålla makten tack vare lojaliteten från sin armé och folket. Hon vägrade att gifta om sig, och lät sin son överta furstetiteln på 960-talet, och ledde försvaret av Kiev under belägringen år 968.

## Eftermäle
En staty restes över Olga i Kiev år 1911. Statyn raserades 1919 av Bolsjevikerna, men restes på nytt år 1996. Olga finns också avbildad på en frimärksutgåva i Ukraina.

## Helgon
Efter sin död blev hon helgonförklarad och hon firas den 11 juli.